# 북한강로 (남양주시)
북한강로(北漢江路, Bukhangang-ro)는 북한강 서안을 따라 나 있는 남양주시의 도로이다. 도로 길이는 17422 m이며, 대부분의 구간이 국도 제45호선에 속해 있다.

## 노선
| 이름                             | 접속 노선                                                | 소재지   | 소재지 | 비고                                          |
| -------------------------------- | -------------------------------------------------------- | -------- | ------ | --------------------------------------------- |
| 다산삼거리                       | 다산로                                                   | 남양주시 | 조안면 |                                               |
| 조안 교차로 (조안 나들목)        | 국도 제6호선 국도 제45호선 (경강로)                      | 남양주시 | 조안면 | 국도 제45호선과 중복                          |
| 조안면 행정복지센터              |                                                          | 남양주시 | 조안면 | 국도 제45호선과 중복                          |
| 조안초교입구                     | 북한강로229번길                                          | 남양주시 | 조안면 | 국도 제45호선과 중복                          |
| 진중삼거리                       | 양수대교(양수로)                                         | 남양주시 | 조안면 | 국도 제45호선과 중복 지방도 제352호선과 연결  |
| 운길산역                         | 운길산로                                                 | 남양주시 | 조안면 | 국도 제45호선과 중복                          |
| 연세중학교                       | 고래산로                                                 | 남양주시 | 조안면 | 국도 제45호선과 중복                          |
| 구봉마을앞                       | 재재기로                                                 | 남양주시 | 조안면 | 국도 제45호선과 중복                          |
| 조안 나들목 교차로 (조안 나들목) | 400호선 수도권제2순환고속도로                            | 남양주시 | 조안면 | 국도 제45호선과 중복                          |
| 영화촬영소입구                   | 북한강로855번길                                          | 남양주시 | 조안면 | 국도 제45호선과 중복                          |
| 백월리입구                       | 북한강로1115번길                                         | 남양주시 | 화도읍 | 국도 제45호선과 중복                          |
| 제1금남교                        | 국가지원지방도 제86호선 (폭포로) 국가지원지방도 제98호선 | 남양주시 | 화도읍 | 국도 제45호선, 국가지원지방도 제98호선과 중복 |
| 금남초등학교 양주CC입구          |                                                          | 남양주시 | 화도읍 | 국도 제45호선, 국가지원지방도 제98호선과 중복 |
| 금남 교차로                      | 국도 제45호선 신경춘로(간접)                             | 남양주시 | 화도읍 | 국도 제45호선, 국가지원지방도 제98호선과 중복 |
| 샛터삼거리                       | 국도 제45호선 국도 제46호선 (경춘로)                     | 남양주시 | 화도읍 |                                               |